# Biotecnología cosmética
Biotecnología cosmética es una rama de la biotecnología aplicada a la industria, principalmente al cuidado estético de los seres humanos, manipulando organismos y células mediante análisis biológicos, microbiológicos, inmunológicos, bioquímicos, toxicológicos y químicos.
Incluye disciplinas y ciencias como biología, química, cosmiatría, genética y farmacéutica.
Sus principales investigaciones se basan en productos naturales para la obtención de vitaminas, y proteínas para poderlas ocupar en el cuerpo humano.

## Aplicaciones
Las aplicaciones de la Biotecnología Cosmética más conocidas son las destinadas al cuidado de la piel. Esta rama de la biotecnología busca fundamentalmente contrarrestar los efectos de la contaminación en el cuerpo humano, así como falta de hidratación y protección solar, y de contrarrestar los signos de la edad causados por el indebido cuidado de la piel o por productos cosméticos químicos. Otras de las aplicaciones se centran en el cuidado del cabello y de las uñas, extrayendo de productos naturales las vitaminas y nutrientes necesarios para el crecimiento.

## Investigaciones y Procesos
Dentro de las investigaciones y procesos de la biotecnología cosmética se encuentra la biomimesis, las células madre, la cosmética molecular y la cosmética preventiva.

### Biomimesis
Estudia las soluciones que, después de varios años de evolución, la naturaleza ha adoptado para los problemas que se han ido presentado en el entorno, posterior a este estudio, se pretende imitar dichos procesos para solucionar problemas a nivel humano. En la cosmética es uno de los procesos más utilizados.

### Células madre
El estudio de las células madres ha sido de gran ayuda en la biotecnología cosmética ya que se ha descubierto que tienen propiedades re-generativas que se comienzan a aplicar en el tratamiento anti-edad del cuerpo humano.

### Cosmética molecular
Desarrolla principios activos con una función clara y específica sobre la piel. Estos activos son "programados" para actuar en la raíz del problema existente, aportando a la piel todo lo necesario para su recuperación.

### Cosmética Preventiva
Neutraliza la acción de los radicales libres, evitando así el deterioro de la piel y la aparición de signos de envejecimiento.